# サイパン小唄
「サイパン小唄」（サイパンこうた）は、1973年にリリースされた三橋美智也のシングル。

## 解説
歌謡生活20年目の同年に出された、小唄シリーズの第1弾。かつて日本が統治していたサイパン島を舞台に歌ったものであり、現在は現地に歌碑がある。詞の中には「珊瑚」、「ハイビスカス」、「マリアナ」、「バンザイクリフ」が登場する。

## 収録曲
1. サイパン小唄
  - 作詞：加藤日出男 / 作曲：三橋美智也 / 編曲：小川寛興
2. 急行をすてて各駅にのりかえると 
  - 作詞：加藤日出男 / 作曲：三橋美智也 / 編曲：小川寛興